# 雅个冬错
雅个冬错（Yagtung Tso）位于中国西藏自治区那曲市申扎县境内，地处申扎县北部，北临色林错，原为古色林错的一部分，后气候变干燥，湖面萎缩，分成独立湖泊。与北侧的色林错隔一宽约数百米的砂堤。湖泊形状呈长条形。湖面海拔4534米，面积34.8平方公里。